# Frederik Michael van Palts-Birkenfeld

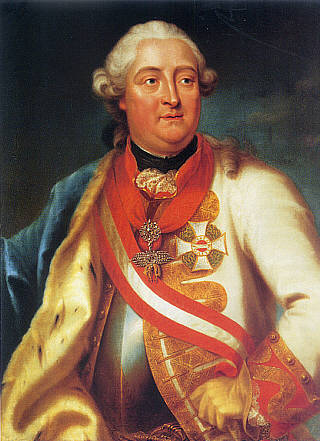
Frederik Michael van Palts-Birkenfeld.

Frederik Michael van Palts-Birkenfeld (Rappoltsweier, 27 februari 1724 - Schwetzingen, 15 augustus 1767) was hertog van Palts-Birkenfeld, graaf van Rappoltstein en legeraanvoerder in de Zevenjarige Oorlog. Hij behoorde tot het Palts-Birkenfeld-Bischweiler.

## Levensloop
Frederik was de tweede zoon van hertog Christiaan III van Palts-Zweibrücken uit diens huwelijk met Carolina, dochter van graaf Lodewijk Crato van Nassau-Saarbrücken. Hij stond bekend als een van de knapste mannen uit zijn tijd en was zelfs een minnaar van zijn schoonzus Elisabeth Augusta van Palts-Sulzbach. 
Hij begon aan zijn militaire loopbaan in het Franse leger. Reeds op zijn achttiende kreeg hij de rang van maréchal de camp en later werd hij luitenant-generaal. In 1742, gedurende de Oostenrijkse Successieoorlog, vocht hij onder maarschalk Belle-Isle mee bij het Beleg van Praag. Op 27 november 1746 bekeerde de protestantse Frederik zich tot het rooms-katholicisme. Toen hij in 1751 Rome bezocht, werd hij gedoopt door paus Benedictus XIV en nam hij Michael aan als tweede voornaam, een verwijzing naar aartsengel Michaël.
Inmiddels was Frederik Michael in februari 1746 generaal-veldmaarschalk geworden in het leger van de Keurpalts. In de jaren nadien kreeg hij de functie van gouverneur van Mannheim en in 1758 werd hij in volle Zevenjarige Oorlog benoemd tot veldmaarschalk van het Keizerlijk leger. Nadat het Oostenrijks leger in 1757 in de Slag bij Roßbach verslagen werd door Pruisen slaagde hij erin om het leger herop te bouwen, waarvoor hij onderscheiden werd met het grootkruis van de Orde van Maria Theresia. In de herfst van 1758 drong hij Saksen binnen, nam hij de vesting van Sonnenstein in en belegerde hij Leipzig. Het jaar nadien veroverde Frederik Michaël Leipzig, Torgau, Wittenberg en Dresden en in maart 1760 werd hij rijksgeneraal-veldmaarschalk. Hij beveiligde maarschalk Daun in de Slag bij Maxen en streed met succes in de Slag bij Oschatz. Op 27 april 1761 nam Frederik Michael ontslag uit zijn militaire functies en gaf hij in Bamberg het commando over de rijkstroepen over aan veldmaarschalk Johann von Serbelloni.
Na de Vrede van Hubertusburg, die in 1763 een einde maakte aan de Zevenjarige Oorlog, werd Frederik Michael benoemd tot generaal-commandant in Bohemen. Later werd hij eveneens voorzitter van de Geheime Militaire Conferentie. Nadat hij deze functies had opgegeven leefde Frederik Michael, die het grootste deel van zijn leven in Mannheim woonde, teruggetrokken aan het hof van de Keurpalts. Hij stierf in augustus 1767 op 43-jarige leeftijd en werd bijgezet in het Karmelietenklooster van Heidelberg. Na de opheffing van dit klooster werd zijn stoffelijk overschot in 1805 overgebracht naar de Sint-Michaëlkerk in München.
Frederik Michael was bovendien lid van de vrijmetselaarsloge Carl zur Eintracht in Mannheim.

## Huwelijk en nakomelingen
Op 6 februari 1746 huwde hij in München met Maria Francisca (1724-1794), dochter van hertog Jozef Karel van Palts-Sulzbach. Ze kregen vijf kinderen:
- Karel II August (1746-1795), hertog van Palts-Zweibrücken
- Clemens August Jozef Frederik (1749-1750)
- Maria Amalia (1752-1828), huwde in 1769 met koning Frederik August I van Saksen
- Maria Anna (1753-1824), huwde in 1780 met hertog Willem in Beieren
- Maximiliaan I Jozef (1756-1825), keurvorst en koning van Beieren

Ook had hij een buitenechtelijke zoon met Louise Chaveau:
- Karl Friedrich Stephan (1767-1834), Freiherr van Schönfeld en graaf van Otting en Fünfstetten

## Voorouders
| Voorouders van Frederik Michael van Palts-Birkenfeld (1724-1767) | Voorouders van Frederik Michael van Palts-Birkenfeld (1724-1767)                                                  | Voorouders van Frederik Michael van Palts-Birkenfeld (1724-1767)                                                  | Voorouders van Frederik Michael van Palts-Birkenfeld (1724-1767)                                           | Voorouders van Frederik Michael van Palts-Birkenfeld (1724-1767)                                           | Voorouders van Frederik Michael van Palts-Birkenfeld (1724-1767)                                              | Voorouders van Frederik Michael van Palts-Birkenfeld (1724-1767)                                              | Voorouders van Frederik Michael van Palts-Birkenfeld (1724-1767)                                              | Voorouders van Frederik Michael van Palts-Birkenfeld (1724-1767)                                              |
| ---------------------------------------------------------------- | --- | --- | --- | --- | --- | --- | --- | --- |
| Overgrootouders                                                  | Christiaan I van Palts-Birkenfeld-Bischweiler (1598-1654) ∞ Magdalena Catharina van Palts-Zweibrücken (1607-1648) | Christiaan I van Palts-Birkenfeld-Bischweiler (1598-1654) ∞ Magdalena Catharina van Palts-Zweibrücken (1607-1648) | Johan Jacob van Rappoltstein (-1673) ∞ ? (-)                                                               | Johan Jacob van Rappoltstein (-1673) ∞ ? (-)                                                               | Gustaaf Adolf van Nassau-Saarbrücken (1632-1677) ∞ Eleonora Clara van Hohenlohe-Neuenstein (1632-1709)        | Gustaaf Adolf van Nassau-Saarbrücken (1632-1677) ∞ Eleonora Clara van Hohenlohe-Neuenstein (1632-1709)        | Hendrik Frederik van Hohenlohe-Langenburg (-) ∞ Juliana Dorothea van Castell-Castell (-)                      | Hendrik Frederik van Hohenlohe-Langenburg (-) ∞ Juliana Dorothea van Castell-Castell (-)                      |
| Grootouders                                                      | Christiaan II van Palts-Birkenfeld-Bischweiler (1637-1717) ∞ Catharina Agatha van Rappoltstein (1648-1683)        | Christiaan II van Palts-Birkenfeld-Bischweiler (1637-1717) ∞ Catharina Agatha van Rappoltstein (1648-1683)        | Christiaan II van Palts-Birkenfeld-Bischweiler (1637-1717) ∞ Catharina Agatha van Rappoltstein (1648-1683) | Christiaan II van Palts-Birkenfeld-Bischweiler (1637-1717) ∞ Catharina Agatha van Rappoltstein (1648-1683) | Lodewijk Crato van Nassau-Saarbrücken (1663-1713) ∞ Philippine Henriëtte van Hohenlohe-Langenburg (1679-1751) | Lodewijk Crato van Nassau-Saarbrücken (1663-1713) ∞ Philippine Henriëtte van Hohenlohe-Langenburg (1679-1751) | Lodewijk Crato van Nassau-Saarbrücken (1663-1713) ∞ Philippine Henriëtte van Hohenlohe-Langenburg (1679-1751) | Lodewijk Crato van Nassau-Saarbrücken (1663-1713) ∞ Philippine Henriëtte van Hohenlohe-Langenburg (1679-1751) |
| Ouders                                                           | Christiaan III van Palts-Zweibrücken (1674-1735) ∞ Carolina van Nassau-Saarbrücken (1704-1774)                    | Christiaan III van Palts-Zweibrücken (1674-1735) ∞ Carolina van Nassau-Saarbrücken (1704-1774)                    | Christiaan III van Palts-Zweibrücken (1674-1735) ∞ Carolina van Nassau-Saarbrücken (1704-1774)             | Christiaan III van Palts-Zweibrücken (1674-1735) ∞ Carolina van Nassau-Saarbrücken (1704-1774)             | Christiaan III van Palts-Zweibrücken (1674-1735) ∞ Carolina van Nassau-Saarbrücken (1704-1774)                | Christiaan III van Palts-Zweibrücken (1674-1735) ∞ Carolina van Nassau-Saarbrücken (1704-1774)                | Christiaan III van Palts-Zweibrücken (1674-1735) ∞ Carolina van Nassau-Saarbrücken (1704-1774)                | Christiaan III van Palts-Zweibrücken (1674-1735) ∞ Carolina van Nassau-Saarbrücken (1704-1774)                |

- Gemeinsame Normdatei: 100127010
- Virtual International Authority File: 7726335
- WorldCat: E39PBJjxpkDXJgpBCP3qhm8t8C